# Нагорних Іван Михайлович
Іван Михайлович Нагорних (7 березня 1927, місто Льгов, тепер Курської області, Російська Федерація — ?) — український радянський діяч, керуючий тресту «Чорноморгідробуд». Депутат Верховної Ради УРСР 9—10-го скликань.

## Біографія
Народився в родині службовця. У 1948 році закінчив будівельний технікум.
У 1948—1949 роках — технік-будівельник районної контори сільського будівництва Головсільбуду РРФСР.
З 1949 року — десятник, старший десятник, виконроб, старший виконроб Управління будівництва Волго-Донського каналу імені Леніна.
Освіта вища. У 1955—1957 роках — студент Ростовського інженерно-будівельного інституту РРФСР.
У 1957—1966 роках — старший виконроб тресту «Волгодонгідробуд», головний інженер, начальник будівельного управління Сталінградгідробуду РРФСР, начальник управління будівництва Волго-Балтійського каналу імені Леніна.
Член КПРС з 1960 року.
У 1966—1970 роках — заступник керуючого, головний інженер тресту «Волгодонгідробуд» у місті Волгограді РРФСР.
У 1970—1991 роках — керуючий тресту «Чорноморгідробуд» у місті Одесі.
Потім — на пенсії в місті Одесі.

## Нагороди
- орден Трудового Червоного Прапора
- орден «Знак Пошани»
- ордени
- медалі
- Заслужений будівельник Української РСР